# Coalition mondiale contre la peine de mort
 (juillet 2022).
La Coalition mondiale contre la peine de mort est un collectif international d'ONG, de barreaux d’avocats et d’avocates, de collectivités locales et de syndicats dont le but est de renforcer la dimension internationale du combat contre la peine de mort. 

## Mandat et financement
Fondée à Rome en mai 2002, la Coalition mondiale contre la peine de mort est une association de plus de 180 organisations membres militant pour l’abolition de la peine de mort dans le monde.
La Coalition mondiale coordonne des actions de lobbying auprès des organisations internationales et des États, et organise des événements de portée internationale. C’est notamment sous son initiative que le 10 octobre a été instauré Journée mondiale contre la peine de mort. Elle facilite en outre la constitution et le développement de coalitions nationales et régionales contre la peine de mort pour renforcer les initiatives prises en la matière.
La Coalition mondiale est financée par les contributions de ses membres, par l’Union européenne et par certains gouvernements européens, comme la Belgique ou la Suisse. D’autres bailleurs institutionnels pourvoient également à des demandes de financement dans le cadre d’appels à projets sur lesquels intervient la Coalition mondiale.

## Création
Le 22 juin 2001, les participants du premier Congrès mondial contre la peine de mort, initié et organisé par Ensemble contre la peine de mort, adoptent la Déclaration de Strasbourg dans l’hémicycle du Conseil de l’Europe. Dans l’alinéa 9, les signataires s’engagent « à créer une coordination mondiale d’associations et de militants abolitionnistes, ayant pour premier objectif d’instaurer une journée mondiale pour l’abolition universelle de la peine de mort ».
Après plusieurs réunions de préparation à Paris et Bruxelles, les organisations se retrouvent à Rome le 13 mai 2002 pour créer officiellement la Coalition mondiale contre la peine de mort. Un Comité de pilotage de 11 membres, chargé de définir ses orientations, y est élu puis renouvelés à l'occasion de chaque Assemblée générale. 
L’organisation est enregistrée depuis 2008 comme une association de droit français.

## Campagnes

### Journée mondiale contre la peine de mort
La Coalition mondiale a fixé au 10 octobre la date annuelle de la Journée mondiale contre la peine de mort dont la première édition a été célébrée en 2003. En 2007, le Comité des ministres du Conseil de l’Europe a également prononcé une Journée européenne contre la peine de mort pour la faire coïncider avec le 10 octobre.
La Journée mondiale fédère les initiatives locales prises en faveur de l’abolition. Depuis 2005, chaque Journée mondiale est commémorée autour d’un thème commun défini par la Coalition mondiale contre la peine de mort.
- 2005 : l'Afrique en marche vers l'abolition
- 2006 : les échecs de la justice
- 2007 : le monde décide (en soutien à la résolution adoptée le 15 novembre suivant par l'Assemblée générale des Nations unies, appelant à un moratoire sur la peine de mort)
- 2008 : focus sur l’Asie
- 2009 : éduquer à l’abolition
- 2010 : peine de mort et démocratie
- 2011 : peine de mort et châtiments et traitements cruels, inhumains et dégradants
- 2012 : dixième anniversaire de la Journée mondiale contre la peine de mort
- 2013 : les taux de crimes violents – focus sur les Caraïbes
- 2014 : peine de mort et santé mentale
- 2015 : peine de mort et trafic de drogue
- 2016 : peine de mort et terrorisme
- 2017 : peine de mort et pauvreté
- 2018 : peine de mort et dignité humaine
- 2019 : peine de mort et droit des enfants
- 2020 : peine de mort et représentation juridique

### Protocoles internationaux et régionaux contre la peine de mort
La Coalition mondiale a développé depuis 2007 une campagne pluriannuelle visant à convaincre de nouveaux États de ratifier le deuxième Protocole facultatif visant à abolir la peine de mort, un traité international annexé au Pacte international relatif aux droits civils et politiques des Nations unies en 1989. 
La Coalition soutient également l’adhésion aux protocoles régionaux visant à abolir la peine de mort. En 2020, la Coalition mondiale a ainsi commémoré le 30ème anniversaire du Protocole à la Convention américaine relative aux droits de l'homme en publiant une déclaration conjointe avec la Commission interaméricaine relative aux droits de l’homme,.

### Moratoire des Nations unies sur les exécutions
Depuis 2007, la Coalition mondiale encourage les États à voter en faveur de la résolution de l’Assemblée générale des Nations unies en vue d’établir un moratoire sur les exécutions. La première résolution a été adoptée en 2007,. et est soumise au vote de l’Assemblée générale des Nations unies tous les deux ans depuis 2008. 

### Sécuriser l’abolition
La Coalition mondiale accompagne ses membres dans l’organisation d’activités de plaidoyer visant à préserver l’abolition en droit dans les pays qui envisagent le rétablissement de la peine de mort ou à prévenir la reprise des exécutions.

### Renforcer la connaissance sur la peine de mort
La Coalition mondiale s’est engagée à réunir et partager les informations produites au sujet de la peine de mort grâce à son réseau de membres. Le partenariat de la Coalition mondiale avec le Cornell Center on the Death Penalty Worldwide, associé à l’école de droit de l’université Cornell, a ainsi permis le développement d’une base de données visant à recenser la situation de la peine de mort à travers le monde. La Coalition s’associe également à la production de sondages comme celui mené en Iran par the GAMAAN Institute en septembre 2020.